# Боуман, Боб
Боб Боуман  (англ. Bob Bowman; род. 6 апреля 1964, Колумбия)  — тренер по плаванию, работавший главным тренером мужской команды США по водным видам спорта и готовивший Майкла Фелпса — самого титулованного спортсмена в истории Олимпийских игр. 
Входит в зал славы мирового плавания. Под руководством Боумана его пловцы установили сорок три мировых рекорда и более пятидесяти рекордов США.